# Christian Eriksson
Christian Eriksson (født 30. juni 1858 i Värmland, død 6. november 1935 i Stockholm) var en svensk billedhugger.
Fra det kunstindustrielle håndværk, som han drev i Stockholm, senere i Tyskland, førtes han i Paris, (hvor han 1883 studerede paa École des arts décoratifs, derpå i École des beaux-arts og i Alexandre Falguières atelier) under slidfuld Kamp for Eksistensen, over til selvstændig Skaben. E. sagde dog saa langtfra dermed sin gl. kunstindustrielle Syslen Farvel, at han tværtimod her vandt nogle af sine bedste
kunstneriske Sejre: hans spirituelle, friske og idérige Kunst, der raader over ualmindelig tekn. Færdighed og Stilfølelse, tager med samme Lyst og Evne fat paa Vaser og smaa Brugsgenstande (Eks.: Stokkeknap med en gl Mand, der støtter sig paa en ung Piges Arm) som paa Statuer og
Relieffer; størst er han maaske i sine mange dekorative Arbejder: Portalfigurer, den monumentale Kamin, Sandstensreliefferne for Stockholms Dramat. Teater (1906), Udsmykningen af Kirken i Kiruna (Lapland) og af Sthlm’s ny Raadhus. – 1888 udstillede E. i Paris Statuen »Martyr«, 1889 2 Vaser, »Tjusning« og »Ur barnvärlden« (i Bronze, henh. Sthlm’s Nationalmuseum og Mus. i Göteborg), 1891 det store Relief »Linné« (i Marmor, Nationalmus. i
Sthlm), 1894 »Bretagnerinde« (i Bronze, Sthlm’s Nationalmus., i Fajance Kunstmus. i Kbhvn). Fra 1897 hjemme i Sthlm skabte han bl. m. a. »Dansa på tå« (Bronze, Kunstmus. i Kbhvn, også i Marmor og Træ), "Ung Lap" (1903, i Træ, Göteborg Mus., i Granit hos Thiel, Sthlm), "Skøjteløber" (Saltsjöbaden), Engelbrekt-Monumentet (1909), Statuerne "Skrivende Mand" og "Læsende Kvinde" (1912, i Marmor, Sthlm’s Rigsbibliotek), mange statuetter som Lappen Thuuri (Helsingfors Gal., 1912) o. s. fr.